# Rača (Bratislava)
Rača  é um bairro de Bratislava, capital da Eslováquia. Está situado no distrito de Bratislava III, na região de Bratislava. Tem 23,66 km² de área e sua população em 2018 foi estimada em 23.006 habitantes.